# Maigret et le Client du samedi

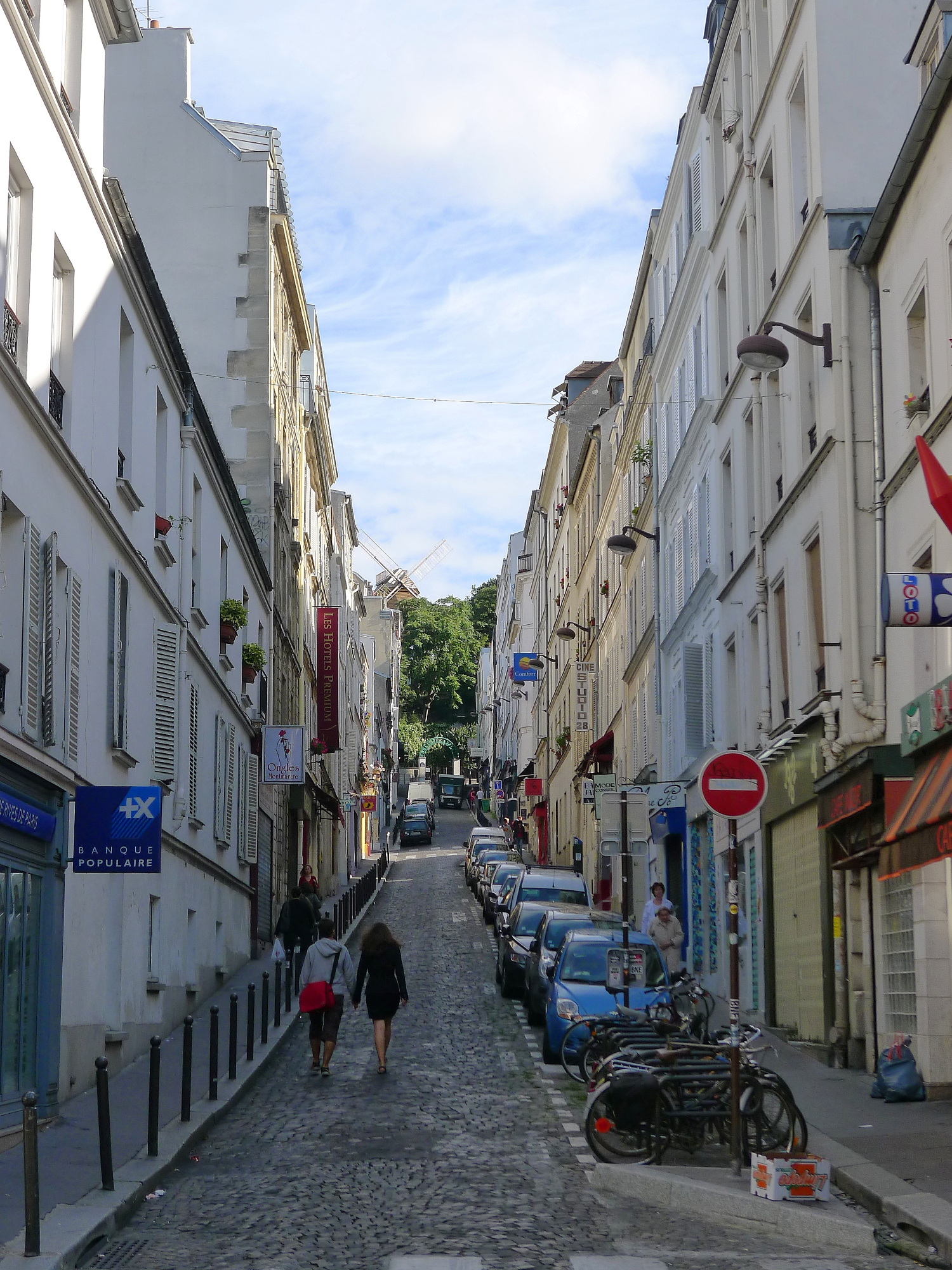

Maigret et le Client du samedi est un roman policier de Georges Simenon écrit entre les 21 et 27 février 1962 et publié en novembre 1962. Il fait partie de la série des Maigret.
Le roman se déroule à Paris (Montmartre, en particulier rue Tholozé), au début des années 1960. L’intervention de Maigret se déroule en janvier, d’un samedi au lundi de la seconde semaine.

## Résumé
Léonard Planchon est un homme médiocre et faible, disgracié de surcroît (bec de lièvre), qui a repris, à la mort de son patron, une petite entreprise de peinture assez prospère. Plusieurs samedis consécutifs, on l'a vu à la P.J. faisant antichambre pour parler au commissaire Maigret, mais repartant toujours avant d'être reçu. 
Ce « client du samedi », comme on l'appelle au quai des Orfèvres, se présente – un samedi également – à l'appartement du commissaire ; il connaît par les journaux sa compréhension et veut s'ouvrir à lui d'une idée qui l'obsède : tuer sa femme et son amant, Roger Prou, un bel homme, avantageux et costaud, qui travaille chez Planchon où, peu à peu, il prend la place du patron. Celui-ci, qui se sent devenir étranger dans sa propre maison, la déserte pour s'attarder dans les bistrots. Comme il n'est pas résigné à perdre son entreprise et sa petite fille Isabelle, il n'a trouvé d'autre issue que celle qu'il révèle à Maigret. 
Dès le lendemain, Maigret s'informe de ce qui se passe rue Tholozé, là où est établi Planchon. Ce dernier, qui a promis à Maigret de lui passer un coup de fil chaque jour, ne donne plus signe de vie après le lundi. Ce qui amène le commissaire à interroger Renée Planchon qui lui apprend que, deux semaines plus tôt, Planchon aurait cédé son affaire à Prou pour 30 000 nouveaux francs, s'engageant en retour à quitter les lieux et à accepter le divorce. C'est le surlendemain de sa visite chez Maigret que Planchon, toujours d'après ce que raconte sa femme, serait parti en emportant deux valises. 
Où est Planchon ? Personne ne le sait. Mais on retrouve, lors d'une perquisition que Maigret a obtenue, les 30 000 francs dissimulés sous le plancher de la chambre d'Isabelle ; ce qui embarrasse les deux amants qui, dès lors, commencent à s'opposer. Et une semaine plus tard, c'est le corps de Planchon que l'on retrouve, dans les eaux de la Seine, avec plusieurs coups portés à la tête. 
Maigret n'a plus à s'occuper de l'affaire. Celle-ci viendra aux Assises l'été suivant. On apprendra alors que l'acte de cession était un faux au bas duquel la signature de Planchon avait été imitée. Les deux amants se défendent chacun pour son compte avec l'un pour l'autre un visible sentiment de haine. La déposition de Maigret, révélant les intentions homicides de Planchon, vaudra aux accusés les circonstances atténuantes : vingt ans pour Roger Prou, huit ans pour Renée Planchon.

## Aspects particuliers du roman
Récit qui, d’un homme ayant l’intention de donner la mort, en fait la victime d’une machination ourdie par ceux qu’il voulait tuer. La sympathie de Maigret sert de révélateur au cas d’un être enfermé dans un dilemme qu’il ne peut résoudre. Allusions au malaise qui s’accroît entre le Parquet et la P.J. par suite de l’évolution des procédures.

## Personnages
- Léonard Planchon, la victime. Entrepreneur de peinture. Marié, une fillette de 7 ans, 36 ans.
- Renée Planchon, son épouse, 27 ans.
- Roger Prou, ouvrier peintre chez Planchon et amant de Renée, 29 ans.

## Éditions
- Prépublication en feuilleton dans le quotidien Le Figaro, n° 56625'682 du 15 novembre au 8/9 décembre 1962
- Édition originale : Presses de la Cité, 1962
- Tout Simenon, tome 11, Omnibus, 2003  (ISBN 978-2-258-06052-4)
- Livre de Poche, n° 32365, 2011  (ISBN 978-2-253-16157-8)
- Tout Maigret, tome 8, Omnibus,  2019  (ISBN 978-2-258-15049-2)

## Adaptation
- Sous le titre Keishi to tsuma o netorareta otoko, téléfilm japonais, avec Kinya Aikawa (Commissaire Maigret), diffusé en 1978
- Sous le titre, Le Client du samedi, téléfilm français de Pierre Bureau avec Jean Richard, diffusé en 1985.

## Source
- Maurice Piron, Michel Lemoine, L'Univers de Simenon, guide des romans et nouvelles (1931-1972) de Georges Simenon, Presses de la Cité, 1983, p. 372-373  (ISBN 978-2-258-01152-6)